# Jeřáb břek
Jeřáb břek (Sorbus torminalis) je listnatý strom, zřídka keř, z čeledi růžovitých, dosahující výšky až 25 metrů.

## Popis

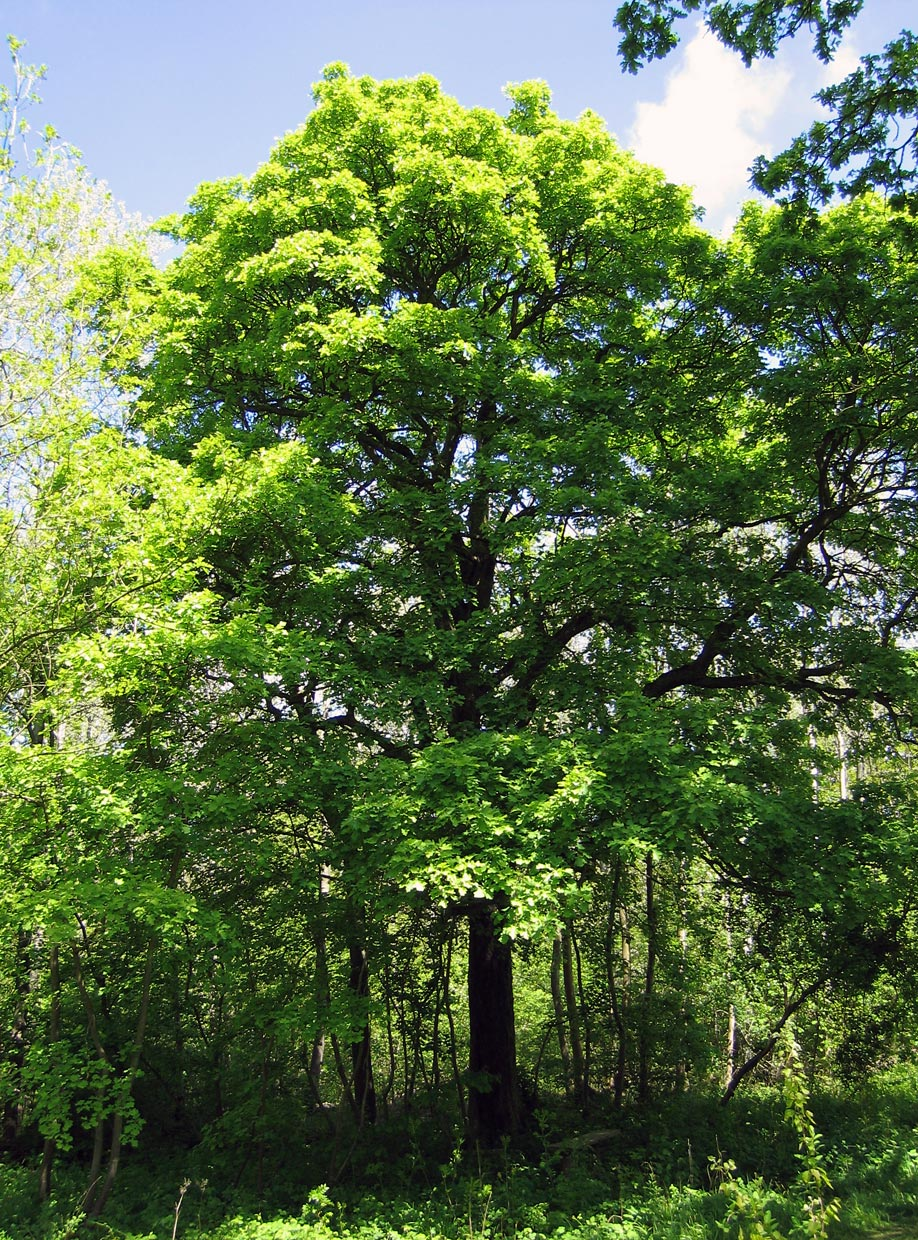
Jeřáb břek na jaře v lese známém od 13. století. Hrabství Cambridgeshire v Anglii, fotografie z roku 2005.

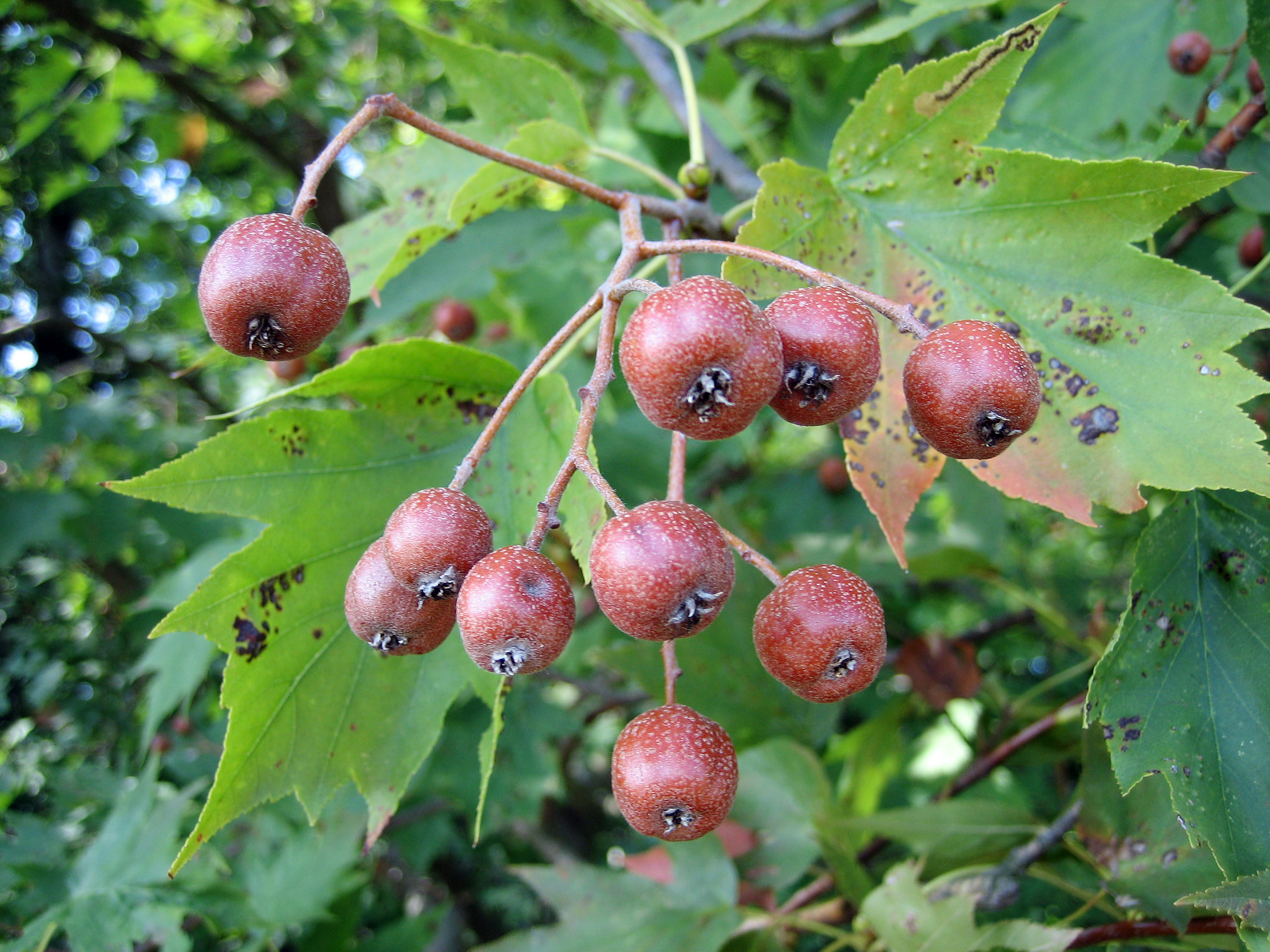
Plody a listy břeku v časném podzimu

Strom vyrůstá do výšky 5-15 metrů, někdy až 25 m, výjimečně 30 m. Průměr kmenu může dosáhnout až 1,3 metru. Dožívá se 100-150 let, výjimečně až 300 let.
Borka je šedavá, zpočátku hladká, u starších jedinců se odlupuje v přibližně čtvercových dílech; po odpadnutí se objevuje hnědavé zabarvení kmene. Peřenoklané až peřenodílné listy mají špičaté laloky a dosahují délky 6 až 14 centimetrů; mladé listy jsou na svrchní straně chlupaté. Na podzim získávají bronzové, žlutočervené až zářivě červené zbarvení.
Bílé pětičetné květy o průměru 10 až 15 milimetrů vytvářejí řídké laty o velikosti 5 až 12 centimetrů, objevují se v květnu. Květy jsou oboupohlavné, opylované hmyzem. Plodem je kulovitá či kulovitě vejcovitá malvice o velikosti 1 až 1,5 cm, dozrávající na podzim. Plody jsou po dozrání hnědé a tečkované, v přezrálém stavu jsou jedlé (v přiměřeném množství, pokud nejsou hořké) a chutí připomínají datle.
Ploidie druhu je 2n = 34.

## Rozšíření a ekologie

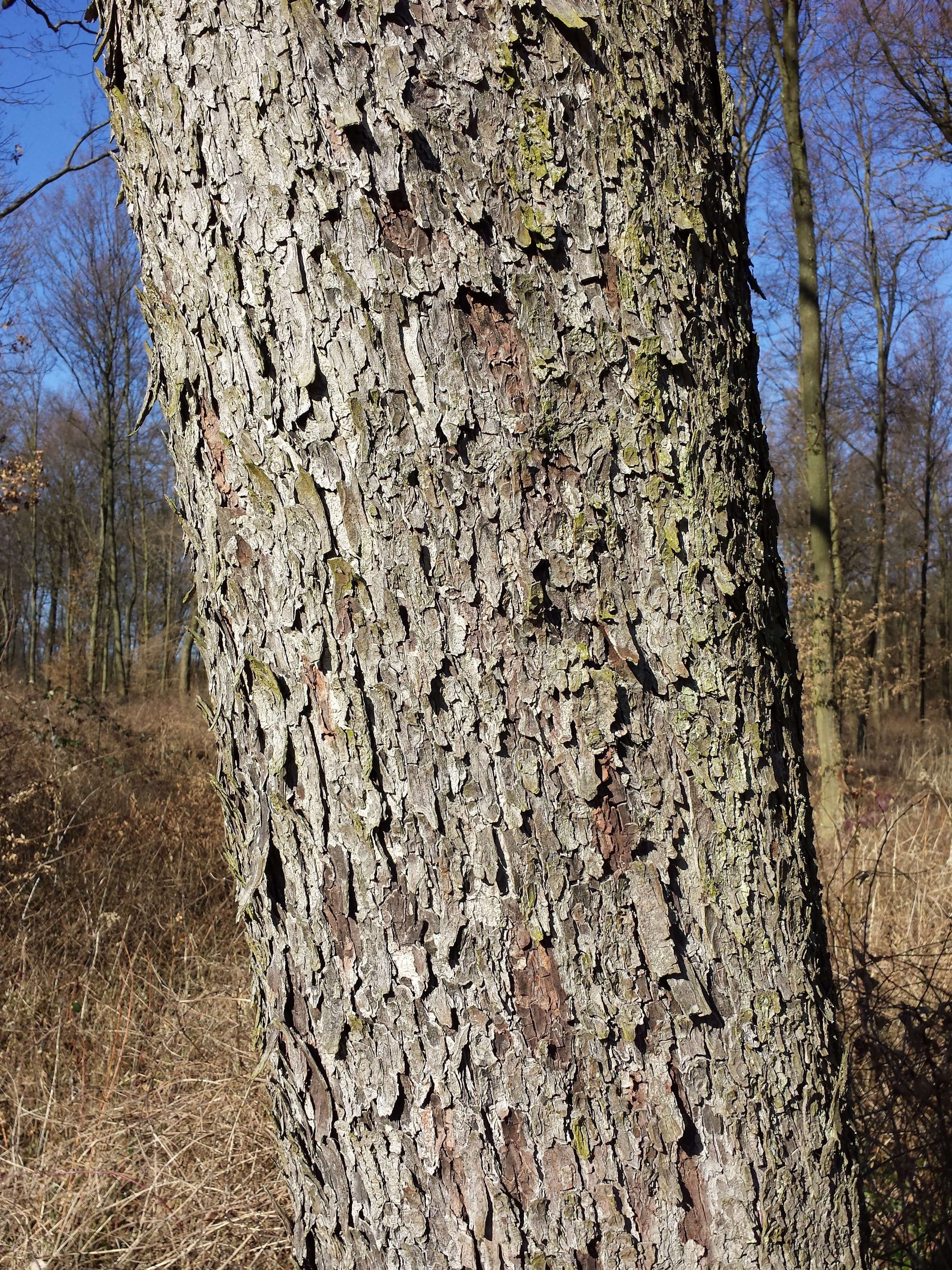
Šupinovitě se odlupující borka dospělého stromu

Jeřáb břek se objevuje jako součást teplomilných doubrav a sušších dubohabřin, vyskytuje se také ve vápnomilných bučinách a v lesních pláštích, nejčastěji na suchých, skeletovitých půdách. Vzhledem ke své malé konkurenční schopnosti roste jen jako vtroušená dřevina, která nevytváří souvislé porosty.
Je rozšířen ve větší části Evropy od Anglie a Walesu po jižní Skandinávii a Polsko. Poměrně častý je také např. ve Francii, v Německu a Rakousku. Dále se vyskytuje v severozápadní Africe, jihozápadní Asii, v pohoří Alborz a na Kavkaze. V Česku a na Slovensku se objevuje jako lesní příměs v termofytiku a teplejších oblastech mezofytika.

## Taxonomie
Rozlišují se dvě variety břeku:
- Sorbus torminalis var. torminalis - rozšířená v Evropě a severozápadní Africe;
- Sorbus torminalis var. caucasica - laloky listů jsou méně zaříznuté než u variety torminalis. Je rozšířená na Kavkaze a v pohoří Alborz.

## Využití

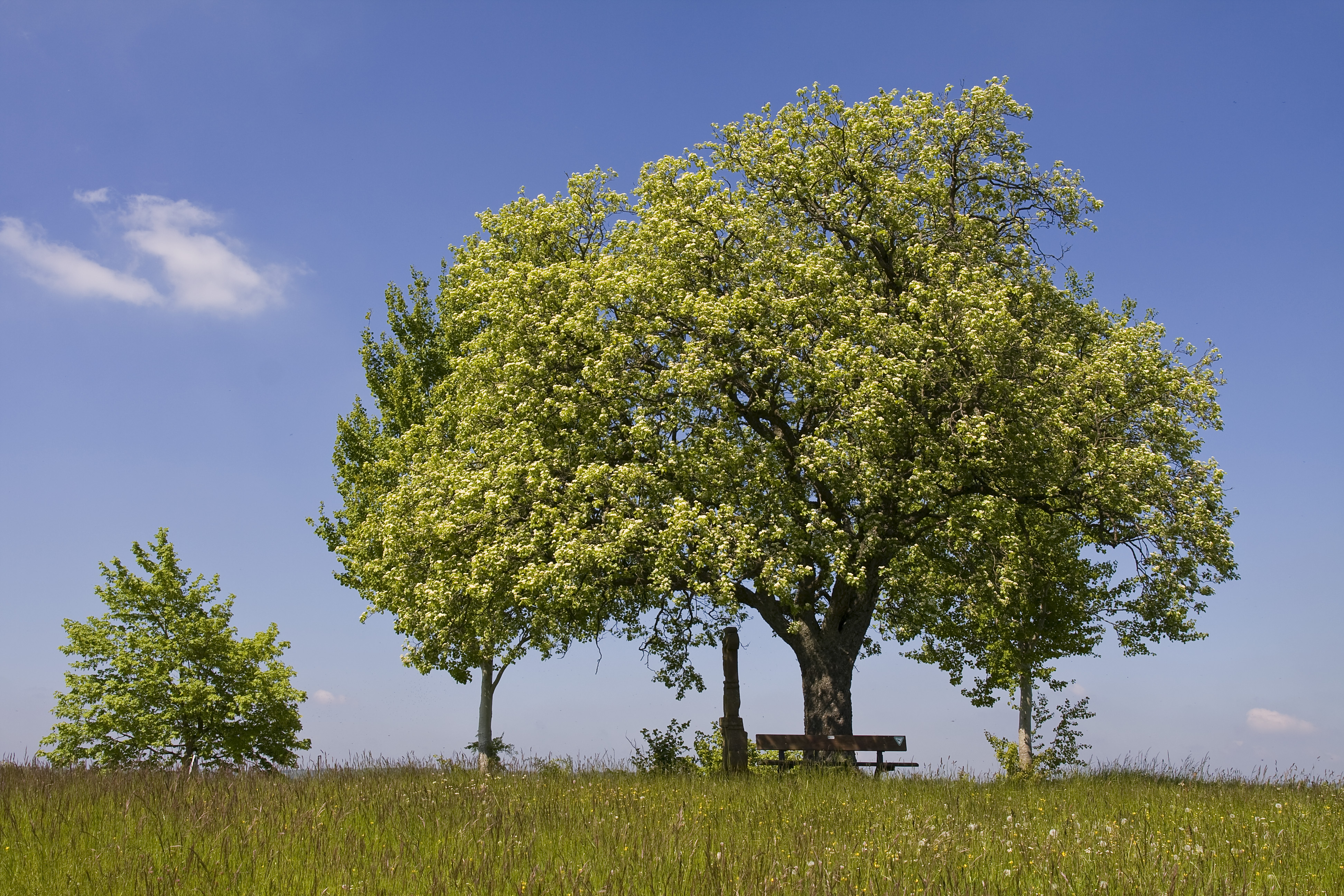
Solitérní jedinec v krajině

Jeho tvrdé, těžké, pevné, ale pružné dřevo se někdy využívá pro výrobu dechových hudebních nástrojů, např. fléten, nebo dřevěných šroubů. Jako okrasný strom se místy vysazuje do stromořadí nebo jako solitéra.
Plody jeřábu břeka jsou ve zralém až přezrálém stavu jedlé a chutné. V oblasti Vídeňského lesa v Rakousku, kde se vyskytuje těchto stromů poměrně hodně, jsou jejich plody s oblibou trhány a využívány k výrobě marmelád a medu a také k ochucení pokrmů, zvláště s masem zvěřiny. V tomto kraji a také ve Francii, zvláště v Alsasku, se z plodů tohoto jeřábu vyrábí vysoce ceněný likér. V lesích slouží jeho plody jako potrava ptáků a zvěře.

## Památné stromy
V Česku patří k památným břekům asi 300 let starý exemplář u kostela v obci Železná, břek u Horního Hradu u Stráže nad Ohří nebo břek na Dřínové u Babic nad Svitavou. V Tišnově stojí asi 280 let starý a 27 m vysoký jeřáb břek.